# Henryk III głogowski
Henryk III głogowski, także Henryk III Głogowczyk (ur. 1251/1260, zm. 9 grudnia 1309) – książę głogowski (1273/1274–1309), książę wielkopolski (1306–1309).

## Życiorys

### Dzieciństwo
Ojcem Henryka był Konrad I głogowski, który po śmierci ojca Henryka Pobożnego wyjechał do Paryża, gdzie miał pobierać nauki przygotowujące go do stanu duchownego. Jednak na wieść o podziale ojcowizny między braćmi Bolesławem Rogatką i Henrykiem Białym upomniał się o swoją część. Po licznych walkach udało mu się wywalczyć własną dzielnicę z ośrodkiem w Głogowie, obejmującą także Krosno Odrzańskie, Żagań, Lubin, Ścinawę i Sądowel, wymieniony później na Bolesławiec i Nowogrodziec.
W czasie tych walk wspomagał Konrada książę wielkopolski Przemysł I, którego siostrę Salomeę Konrad pojął za żonę. Powiła mu ona trzy córki: Annę (wydaną za Ludwika II Wittelsbacha), Eufemię (wydaną za Albrechta II, hrabiego Gorycji) oraz Jadwigę, która została później ksienią klasztoru klarysek we Wrocławiu, a także trzech synów: Konrada, Przemka i Henryka. Nie do końca jasna jest kolejność starszeństwa synów, pewne jest, że Przemek był najmłodszy, a Konrad najprawdopodobniej najstarszy. W 1267 synowie Konrada brali udział w kanonizacji swojej prababki Jadwigi. Wspólnie pobierali zapewne nauki w szkole kolegiackiej pod okiem Mikołaja, kanclerza ich ojca. Po śmierci pierwszej żony (przed 1271) Konrad ożenił się powtórnie, z Zofią Wettyn, córką Dytryka Mądrego, małżeństwo okazało się bezdzietne.
W momencie śmierci ojca 6 sierpnia 1273 lub 1274 wszyscy trzej bracia byli wciąż małoletni. W tej sytuacji władzę w Głogowie objęła Zofia Wettyn, córka Dytryka Mądrego, druga żona Konrada, wraz z kanclerzem Mikołajem. Jeszcze w 1274 Zofia sprzedała arcybiskupowi magdeburskiemu Krosno, a Bolesław Rogatka zajął Bolesławiec i Nowogrodziec. W 1277 wszyscy trzej Głogowczycy wzięli udział w wyprawie skierowanej przeciwko stryjowi, który w tymże roku porwał Henryka Probusa, syna Henryka Białego i księcia wrocławskiego. Akcję inspirował książę czeski Przemysł Ottokar II, który był patronem wielu książąt śląskich, m.in. Konrada I. Sam Henryk, już jako samodzielny książę, wziął również udział w bitwie pod Suchymi Krutami 26 sierpnia 1278, po stronie króla czeskiego, który jednak w bitwie poległ.

### W orbicie wpływów Henryka Probusa
Synowie Konrada I dokonali podziału księstwa ojca między styczniem a lipcem 1278. Konrad otrzymał Ścinawę, Przemek Żagań, a Henryk Głogów wraz z Bytomiem i Kożuchowem. Wkrótce po podziale władzę w zastępstwie Konrada, który udał się na studia do Bolonii, objął Henryk Probus. Książę wrocławski żywił zamiary rozciągnięcia swego zwierzchnictwa także na pozostałych Głogowczyków i innych książąt śląskich. W tym celu zaprosił Henryka wraz z Henrykiem Grubym, księciem Legnicy, oraz Przemysłem II wielkopolskim na zjazd do Sądowli. Henryk został zwolniony dopiero po złożeniu przysięgi, że będzie stawiał się na każde wezwanie Probusa wraz z 30 kopijnikami przez następne 5 lat. Henryk stawał się tym samym lennikiem księcia wrocławskiego.
Poważną próbą dla stosunków śląskich był wybuchły z nową siłą na początku 1282 spór kościelno-polityczny pomiędzy Henrykiem Probusem a biskupem Tomaszem II, biskupem wrocławskim. Z biskupem Tomaszem spory prowadził już ojciec Głogowczyków w l. 1272–1273, w tym czasie dwukrotnie spadła na niego klątwa. W ślady ojca poszedł Henryk i wiernie stał u boku księcia, w 1284 biorąc nawet udział w demonstracyjnym turnieju rycerskim w zajętej biskupiej Nysie, aczkolwiek biskup próbował przeciągnąć go na swą stronę. W nagrodę za tę lojalność książę wrocławski obdarował go Krosnem. Natomiast Konrad zachował początkowo wstrzemięźliwość (w 1284 wymienił się z najmłodszym bratem dzielnicami, przypuszczalnie poprzez wpływ Henryka Probusa, który wolał mieć obok siebie bardziej uległego Przemka), po czym opowiedział się zdecydowanie po stronie biskupa, za co został nagrodzony prałaturą wrocławską. Jawne zaangażowanie się Henryka głogowskiego po stronie książęcej zaowocowało zamarciem życia kościelnego na terenie jego księstwa, a także upadkiem jego kancelarii, które to skutki udało się odwrócić dopiero w 1291.
Gdy pod koniec 1287 spór szczęśliwie dobiegł końca, Henryk Probus, a wraz z nim Przemek i Henryk głogowscy zaangażowali się w próby zdobycie Krakowa, opróżnionego przez niedawno zmarłego Leszka Czarnego. Elementem uroczystości kończących spór było m.in. uroczyste pasowanie księcia Henryka przez Probusa 11 stycznia 1288. Szereg wypraw do Małopolski zakończył się sukcesem ostatniej z sierpnia 1289, wiedzionej najpewniej przez samego Henryka głogowskiego, i zdobyciem Krakowa. Wcześniej jednak, w marcu tego roku, w ciężkiej bitwie z wojskami Władysława Łokietka pod Siewierzem, poległ Przemek ścinawski, którego pamięć Henryk głogowski uczcił wieloma fundacjami.
Nagła śmierć z nocy 23 na 24 czerwca Henryka Probusa przerwała jego starania o koronę królewską i doprowadziła, na mocy testamentu Prawego, do rozpadu jego państwa. Dziedzicem dzielnicy wrocławskiej został Henryk głogowski.

### Śmierć Henryka IV i realizacja testamentu księcia wrocławskiego

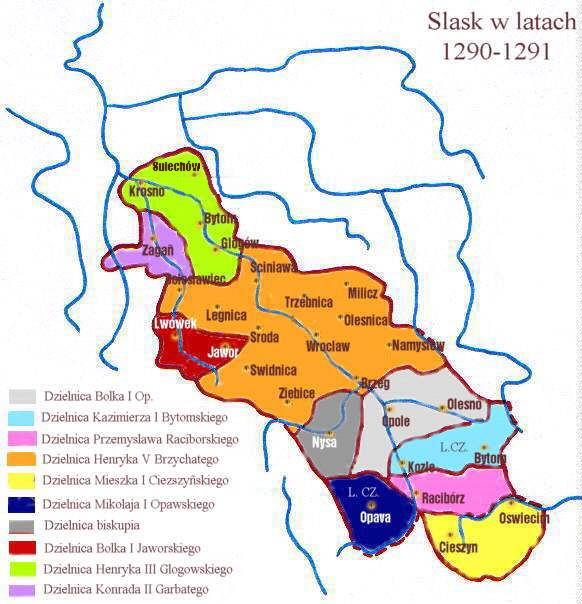
Księstwo Głogowskie przed wojną z Henrykiem Brzuchatym o dziedzictwo po Henryku Probusie (kolor jasnozielony)

Ścisła współpraca księcia głogowskiego z Henrykiem IV Probusem przyniosła do 1290 raczej niewielkie profity: Krosno Odrzańskie czy wcześniej 11 stycznia 1288 pasowanie młodego Henryka III na rycerza. O zależności Henryka III od księcia wrocławskiego świadczy ponadto fakt, że po śmierci brata Przemka 26 lutego 1289 Ścinawa została przyłączona do dzielnicy Henryka IV. Data 23 czerwca 1290 wpłynęła poważnie na dalszą karierę księcia głogowskiego. Otóż Henryk IV Probus, umierając niespodziewanie otruty, uczynił swoim głównym spadkobiercą na Dolnym Śląsku właśnie Henryka III Głogowczyka. Mieszczanie i rycerze wrocławscy mieli jednak inne plany i już zaledwie po miesięcznych rządach w połowie lipca 1290 musiał się Głogowczyk ratować ucieczką. Wrocław zajął wezwany przez buntowników książę Legnicy Henryk V Brzuchaty. Nie znamy powodów buntu wrocławian, być może chodziło o zbyt ekspansywną politykę księcia głogowskiego. W każdym razie Henryk nie zamierzał rezygnować i jeszcze w tym samym roku wybuchł trwający wiele lat konflikt.

### Walki i uwięzienie Henryka V Brzuchatego

#### Strony konfliktu
Jeszcze w 1290 książę Głogowa zmusił Brzuchatego do oddania części spornego terytorium z miastami: Chojnów, Bolesławiec, Gościszów, Nowogrodziec, Ścinawa, Wińsko, Syców, Uraz, Trzebnica, Milicz i Sądowel. Obie strony zaczęły szukać sojuszników, którzy by ich wsparli w wojnie. Henryk III Głogowczyk związał się z księciem brunszwickim z dynastii Welfów Albrechtem, umacniając sojusz małżeństwem z jego córką Matyldą (marzec 1291). Kolejnymi sojusznikami zostali Otton IV z dynastii askańskiej i Przemysł II Wielkopolski. Z tym ostatnim Głogowczyk zawarł nawet układ gwarantujący mu w przypadku braku męskiego potomka u Przemysła sukcesję w Wielkopolsce. Najprawdopodobniej układ ten zobligował Henryka III do uznania jakiejś formy zależności od księcia wielkopolskiego. Henryk V Brzuchaty związał się za to bliżej z Wacławem II, z dynastii Przemyślidów.

#### Lutek Pakosławic
Innym przejawem rządów Henryka V była chęć umocnienia pozycji we Wrocławiu przez odsunięcie przeciwników politycznych od wpływu na władzę. Dotknęło to m.in. Pakosława Zdzieszyca, który został skazany na śmierć za zabójstwo. Wypadki, które następnie się rozegrały (około 11 listopada 1293), najlepiej oddaje Kronika książąt polskich, która informuje nas szczegółowo o zemście syna Pakosława – Lutka i związanych z tym reperkusjach politycznych:
„kiedy książę Henryk otrzymał księstwo wrocławskie, a Henryk, książę głogowski, jego wróg, często urządzał na niego zasadzki. Wreszcie skierował potajemnie swoich wysłanników do Lewka Pakosławica, a on zwabiony, być może podarunkami i obietnicami w tajemnicy udał się do księcia Henryka, pragnąc dowiedzieć się, co mu chciał powiedzieć. Książę Henryk (głogowski) powiedział mu: Nie pamiętasz, w jaki sposób ojciec twój został zamordowany przez księcia Henryka? Jeśli byś zechciał mi go wydać, dam ci bardzo wiele darów i wynagrodzę cię. I czego przez te nagrody zapragnął, wreszcie osiągnął. Obiecał bowiem tenże Lewko pana swego, wspomnianego księcia Henryka (legnickiego), pojmać i księciu Henrykowi (głogowskiemu) natychmiast wydać. Pewnego więc dnia, kiedy książę Henryk (legnicki) szedł do łaźni, Lewko zastawia wprzód zasadzkę – a miał ludzi chętnych i przygotowanych – i przedostając się przez Odrę, niewielką wówczas, usiłuje pojmać swego księcia. A kiedy zobaczyli go książęcy słudzy, że zbliża się z uzbrojonym wojskiem, donieśli o tym księciu Henrykowi, który odpowiedział, że wcale nie lęka się zasadzek Lewka, ponieważ on jest jego przyjacielem i najlepszym doradcą. Ale przeklęty zdrajca, napadając na księcia w pobliżu zamku wrocławskiego, pojmał go w łaźni, wraz ze swymi kamratami, którzy go z tej łaźni wyciągnęli; nie było żadnej obrony, ponieważ wszyscy przyjaciele księcia byli nadzy; jeden z nich padł na księcia, pragnąc go osłonić, lecz że przeszkadzał, został zabity. Schwytawszy wspomnianego księcia, posadzili go szybko na konia i narzuciwszy na niego lichy płaszcz owego dnia i nocą uprowadzili do miejscowości Sandwel, aby przekazać księciu Henrykowi (głogowskiemu). Ten odebrał go sam, odprowadził do Głogowa i zamknął w straszliwym więzieniu; chcąc go zmusić do uległości, rozkazał zrobić jakby skrzynię, z żelazną kratą, przez którą mógł oddychać i przyjmować pożywienie, drugi zaś podobnie dobrze zabezpieczony otwór pozostawił, żeby mógł przez niego wypróżniać się i trzymał go tak w więzieniu najokropniej przez prawie sześć miesięcy, że z jego ud i pleców wypełzła masa robactwa, zwłaszcza ze nie mógł ani stać, ani siedzieć i ani nawet leżeć, umieszczony tak w ciasnocie. A po to był nękany tymi cierpieniami, żeby przez ból wymusić od niego miasta z ich okolicami, to znaczy: Namysłów, Bierutów, Oleśnica, Kluczbork, Byczynę, Wołczyn, Olesno, Chojnów i Bolesławiec rozdzielone przez granice swoje w pobliżu Legnicy na moście nad czarną wodą. Niezależnie od tego żądano dodania trzydziestu tysięcy marek, jeśli z tejże niewoli miał być wypuszczony. On zaś nawet po uwolnieniu zawsze był chory i póki żył, nigdy nie powrócił zupełnie do zdrowia. Bo nie żyjąc nawet jeszcze i roku ... książę Henryk umarł ... i pochowany został we Wrocławiu, w klasztorze św. Klary, roku pańskiego 1296, 22 lutego”.
Blisko trzy miesiące trwały dręczenia księcia legnickiego, zanim ten zdecydował się ugiąć i przekazać Głogowczykowi żądane przez niego miasta. Była to 1/3 księstwa wrocławskiego z czasów Henryka IV Probusa, faktycznie prawie wszystkie terytoria leżące na prawym brzegu Odry. Ponadto Brzuchaty zobowiązał się wspomagać księcia Głogowa przez najbliższe pięć lat przeciw wszystkim wrogom oraz zapłacić olbrzymi okup w wysokości 30 000 grzywien srebra.

### Śmierć Przemysła II i sprawa sukcesji wielkopolskiej

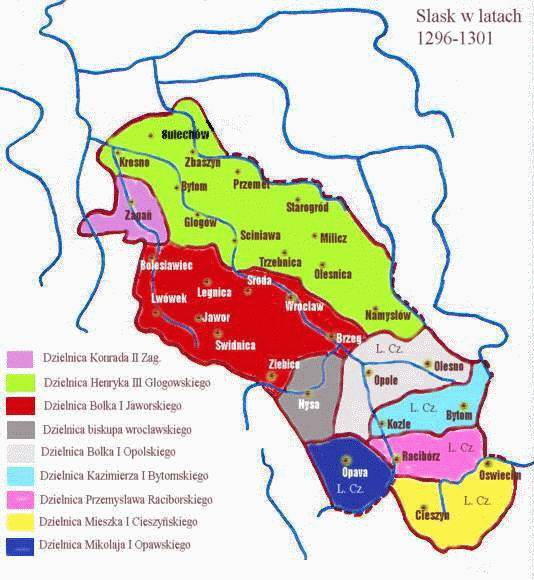
Posiadłości Henryka III na Śląsku i Wielkopolsce po uwolnieniu Henryka V Brzuchatego i ugodzie w Krzywiniu (kolor jasnozielony)

W lutym 1296 śmierć dotknęła też innego Piastowicza – księcia Wielkopolski, a od 1295 króla Polski Przemysła II. Sojusz wielkopolsko-głogowski załamał się jednak już wcześniej, gdzieś około 1293, kiedy to Przemysł związał się z księciem Kujaw Władysławem Łokietkiem. Wielkopolanie zgodnie wybrali na tron poznański Łokietka, pomimo tego Głogowczyk wystąpił z roszczeniami wobec nowego sąsiada, uważając, że zapis o dziedziczeniu z Przemysłem II jeszcze z 1290 roku ciągle obowiązuje. Między oboma zainteresowanymi książętami doszło szybko do zawarcia ugody, gdyż już 10 marca 1296 pod Krzywiniem stanął układ, na mocy którego Henryk III obejmował wszystkie ziemie na południe od rzeki Obry, łącznie z kasztelaniami wschowską i zbąszyńską. Jednocześnie Łokietek adoptował syna Henryka III – Henryka IV Wiernego, któremu w chwili osiągnięcia pełnoletniości miał ofiarować dzielnicę poznańską, a w wypadku śmierci bezpotomnej całość Wielkopolski.

### Wojna z Bolkiem Jaworskim
Powodem dla którego Henryk III poszedł na duże ustępstwa względem Łokietka była przegrana wojna z księciem jaworskim Bolkiem Srogim. Bolko bowiem, kiedy Henryk III przebywał pod Krzywiniem, zajął mu Chojnów i Bolesławiec. Dzięki mediacji Wacława II na zjeździe w Zwanowicach w marcu 1297 Głogowczykowi udało się zawrzeć pokój z księciem jaworskim, musiał jednak zrzec się wspominanych miast z okręgami.

### Stosunki z Wacławem II
Koniec lat 90. to okres polepszenia się stosunków z Czechami Wacława II (np. obecność na koronacji w Pradze Wacława w 1297) i pogarszanie się stosunków z Władysławem Łokietkiem, z którym doszło do wojny. W czerwcu 1298 w Kościanie doszło do zawarcia przez Henryka III umowy z opozycją możnych wielkopolskich z biskupem poznańskim Andrzejem Zarembą na czele, na mocy którego w zamian za potwierdzenie przywilejów kościelnych i zgodę na objęcie w przyszłym królestwie funkcji kanclerza buntownicy obiecywali pomoc w zdobyciu Wielkopolski, Pomorza Gdańskiego i uzyskaniu korony królewskiej. Konflikt pomiędzy Piastami wykorzystał jednak do własnych celów Wacław II, który dzięki układowi zawartemu pod wsią Klęka 23 sierpnia 1299 zdołał zhołdować Władysława Łokietka, a wkrótce potem zupełnie usunąć go z Wielkopolski.

### Spór z bratem Konradem i biskupem wrocławskim
Henryk III Głogowczyk uznał zdobycze czeskie w Wielkopolsce i na Pomorzu Gdańskim, gdyż był zajęty konfliktem na obszarze swojego własnego księstwa z biskupem wrocławskim Janem Romką. Konflikt spowodowany był zagarnięciem księstwa żagańskiego należącego dotąd do Konrada II Garbatego przez Głogowczyka w marcu 1299 w związku z przejęciem przez brata funkcji patriarchy akwilejskiego. Gdy jednak Konrad II powrócił do Żagania, Henryk III nie chciał mu oddać księstwa, które sobie podporządkował podczas jego nieobecności. Uwięził nawet brata, ale dzięki interwencji wasali i duchowieństwa (skończyło się nawet klątwą kościelną, zapewne związaną także z innymi sprawkami) Głogowczyk musiał zwrócić Konradowi wolność i księstwo. Walka z kościołem została zażegnana dopiero 24 kwietnia 1300 potwierdzeniem przywilejów biskupstwa wrocławskiego.

### Wzrost potęgi Henryka III – przyjęcie tytułu „Dziedzic Królestwa Polskiego”
Głogowczyk nie zamierzał jednak rezygnować z wielkopolskiego dziedzictwa, o czym może świadczyć fakt przyjęcia w 1301 tytułu: „dziedzic Królestwa Polskiego, książę Śląska, pan Głogowa i Poznania” (heres regni Polonie, dux Slesie, dominus Glogouie et Posnanie). Tytułu „Dziedzic Królestwa Polskiego” używał także na swojej pieczęci majestatycznej. Coraz wyraźniej rysował się konflikt zbrojny między księciem głogowskim a królem Polski i Czech Wacławem II, który opanował Wielkopolskę i w 1300 koronował się w Gnieźnie na króla Polski (pomimo wątłych praw do tego tytułu). Niebezpieczeństwo dla Henryka Głogowczyka ze strony Wacława II wzrosło zwłaszcza po 1301, kiedy Przemyślida przejął opiekę nad synami Henryka V Brzuchatego (nastąpiło to po śmierci 9 listopada 1301 ich stryja Bolka). Mimo kryzysowej sytuacji do wojny jednak nie doszło, gdyż Wacław II zajęty był bardziej zdobywaniem korony węgierskiej dla swojego syna, niż problemami w Polsce. Śmierć Wacława II w 1305 i jego syna Wacława III w roku następnym uczyniły Głogowczyka panem sytuacji w Wielkopolsce. Sytuację ułatwił dodatkowo fakt śmierci 11 października 1304 brata Konrada Garbatego i zajęcie tym razem bez przeszkód jego dzielnicy żagańskiej.

### Wielkopolskie pretensje i zdobycie części dziedzictwa Przemysła II

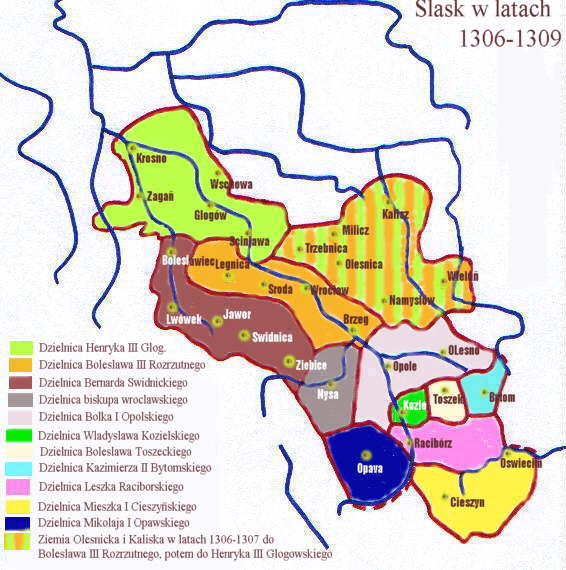
Posiadłości Henryka III na Śląsku pod koniec życia (jasnozielony kolor + pionowe pasy pomarańczowo-jasnozielone). Uwaga! Na mapie zaznaczono tylko posiadłości na Śląsku. Henryk był dodatkowo księciem wielkopolskim.

Wiosną 1306 udało się Głogowczykowi opanować większą część dziedzictwa Przemysła II, jednakże bez pogranicza wielkopolsko-kujawskiego (Konin) i Pomorza Gdańskiego, gdzie udało się zainstalować Łokietkowi. Również Kalisz nie poddał się z początku Henrykowi III, gdyż zdołał opanować go na dwa lata książę na Legnicy Bolesław III Rozrzutny (syn Henryka V Brzuchatego). Młody Piastowicz zgłosił nawet pretensje do całości spadku po Wacławie II (jako mąż córki Przemyślidy), jednak wspólna akcja Henryka III i nowego króla Czech Henryka Karynckiego skutecznie wyleczyły Bolesława ze zbyt ambitnych planów.

### Dokonania Henryka III
Opinia o Henryku III najlepiej została przekazana przez „Rocznik kapituły poznańskiej”, gdzie napisano: Ten był bardzo surowy dla złodziei, łupieżców i gwałcicieli, ale sam był wielkim wyciągaczem, a także nieprzyjazny Polakom. Ale za jego czasów był w Polsce i wszystkich jego ziemiach powszechny pokój. Zarzucano więc Głogowczykowi, że podpierał się w Wielkopolsce ludźmi obcymi, zapewne przybyszami ze Śląska i Niemiec. W tych czasach była to jednak norma. Na nagrobku swojego brata Przemka ścinawskiego kazał napisać, że Wszystko, co Bóg i natura dały Polakom najlepszego, najwznioślejszego, było udziałem księcia Przemka („Que dedit in donis Deus et natura Polonis * Summis aut pronis * Ducis erant Premeconis”), dlatego jednoznaczne uznawanie Henryka za wrogiego Polakom można podać w wątpliwość. Umiał zapewnić swoim księstwom pokój i rozwój gospodarczy, czemu sprzyjały wprowadzane przez niego reformy sądowo-administracyjne oraz monetarna. Lokował kilkanaście ośrodków miejskich (m.in. Górę, Wąsosz, Polkowice, Twardogórę, Sulechów, Zieloną Górę, Lubin, Przemęt i Kościan). Książę głogowski był też hojnym fundatorem dla Kościoła. Jemu zawdzięczają powstanie klasztory: magdalenek w Bytomiu nad Odrą i klarysek w Głogowie, oraz kilka kościołów parafialnych. Głogowczyk zadbał także o wiele fundacji artystycznych, mających sławić dynastię, takich jak: nagrobek Henryka IV Probusa, Bolesława Wysokiego, nagrobki braci czy posągi rodziców w kolegiacie głogowskiej i Przemysła II w katedrze poznańskiej.

### Śmierć i następstwo
Henryk III głogowski zmarł 9 grudnia 1309 i został pochowany w Opactwie cystersów w Lubiążu. Z małżeństwa z Matyldą brunszwicką doczekał się pięciu synów (Henryka IV Wiernego, Konrada oleśnickiego, Jana ścinawskiego, Bolesława oleśnickiego i Przemka głogowskiego), którzy rychło podzielili między siebie dziedzictwo ojca, doprowadzając do upadku znaczenia księstwa, oraz czterech córek, m.in. Agnieszki, żony Ottona III Bawarskiego. Co więcej, owo rozdrobnienie polityczne, widoczne szczególnie w Wielkopolsce, spowodowało, że tamtejsze elity poczuły się zagrożone utratą stanowisk. Właśnie to pchnęło wielkopolskie rycerstwo do znalezienia obrońcy swej pozycji we Władysławie Łokietku, który faktycznie opanował Wielkopolskę w 1314.

## Wywód genealogiczny
|  | |  |  |  |  |  |  |  |  |  |  |  |  |
|  | Henryk I Brodaty (ur. pomiędzy 1165/1170, zm. 19 marca 1238 w Krośnie Odrzańskim)                                       |  |  |  |  |  |  |  |  |  |  |  |  |
|  | |  |  |  |  |  |  |  |  |  |  |  |  |
|  | |  |  |  |  |  |  |  |  |  |  |  |  |
|  | Henryk II Pobożny (ur. 1196/1207, zm. 9 kwietnia 1241)                                                                  |  |  |  |  |  |  |  |  |  |  |  |  |
|  | |  |  |  |  |  |  |  |  |  |  |  |  |
|  | |  |  |  |  |  |  |  |  |  |  |  |  |
|  | Jadwiga Śląska (ur. między 1178 a 1180 (według innych źródeł w 1174) w Andechsie, zm. 15 października 1243 w Trzebnicy) |  |  |  |  |  |  |  |  |  |  |  |  |
|  | |  |  |  |  |  |  |  |  |  |  |  |  |
|  | |  |  |  |  |  |  |  |  |  |  |  |  |
|  | Konrad I głogowski (ur. 1228/1231, zm. 6 sierpnia w 1273 lub 1274)                                                      |  |  |  |  |  |  |  |  |  |  |  |  |
|  | |  |  |  |  |  |  |  |  |  |  |  |  |
|  | |  |  |  |  |  |  |  |  |  |  |  |  |
|  | Przemysł Ottokar I (ur. ok. 1155, zm. 15 grudnia 1230 w Pradze)                                                         |  |  |  |  |  |  |  |  |  |  |  |  |
|  | |  |  |  |  |  |  |  |  |  |  |  |  |
|  | |  |  |  |  |  |  |  |  |  |  |  |  |
|  | Anna Przemyślidka (ur. ok. 1201, zm. 23 czerwca 1265)                                                                   |  |  |  |  |  |  |  |  |  |  |  |  |
|  | |  |  |  |  |  |  |  |  |  |  |  |  |
|  | |  |  |  |  |  |  |  |  |  |  |  |  |
|  | Konstancja węgierska (ur. ok. 1180, zm. 6 grudnia 1240)                                                                 |  |  |  |  |  |  |  |  |  |  |  |  |
|  | |  |  |  |  |  |  |  |  |  |  |  |  |
|  | |  |  |  |  |  |  |  |  |  |  |  |  |
|  | Henryk III głogowski (ur. 1251/1260, zm. 9 grudnia 1309)                                                                |  |  |  |  |  |  |  |  |  |  |  |  |
|  | |  |  |  |  |  |  |  |  |  |  |  |  |
|  | |  |  |  |  |  |  |  |  |  |  |  |  |
|  | Odon Mieszkowic (urodzony pomiędzy 1141 a 1149 – zmarł 20 kwietnia 1194)                                                |  |  |  |  |  |  |  |  |  |  |  |  |
|  | |  |  |  |  |  |  |  |  |  |  |  |  |
|  | |  |  |  |  |  |  |  |  |  |  |  |  |
|  | Władysław Odonic (ur. ok. 1190, zm. 5 czerwca 1239)                                                                     |  |  |  |  |  |  |  |  |  |  |  |  |
|  | |  |  |  |  |  |  |  |  |  |  |  |  |
|  | |  |  |  |  |  |  |  |  |  |  |  |  |
|  | Wyszesława halicka |  |  |  |  |  |  |  |  |  |  |  |  |
|  | |  |  |  |  |  |  |  |  |  |  |  |  |
|  | |  |  |  |  |  |  |  |  |  |  |  |  |
|  | Salomea Odonicówna (ur. 1225/1235, zm. w kwietniu 1267/1274)                                                            |  |  |  |  |  |  |  |  |  |  |  |  |
|  | |  |  |  |  |  |  |  |  |  |  |  |  |
|  | |  |  |  |  |  |  |  |  |  |  |  |  |
|  | N. N. |  |  |  |  |  |  |  |  |  |  |  |  |
|  | |  |  |  |  |  |  |  |  |  |  |  |  |
|  | |  |  |  |  |  |  |  |  |  |  |  |  |
|  | Jadwiga (zm. 29 grudnia 1249)                                                                                           |  |  |  |  |  |  |  |  |  |  |  |  |
|  | |  |  |  |  |  |  |  |  |  |  |  |  |
|  | |  |  |  |  |  |  |  |  |  |  |  |  |
|  | N. N. |  |  |  |  |  |  |  |  |  |  |  |  |
|  | |  |  |  |  |  |  |  |  |  |  |  |  |
|  | |  |  |  |  |  |  |  |  |  |  |  |  |